# ヨハン・クリストフ・ペープシュ

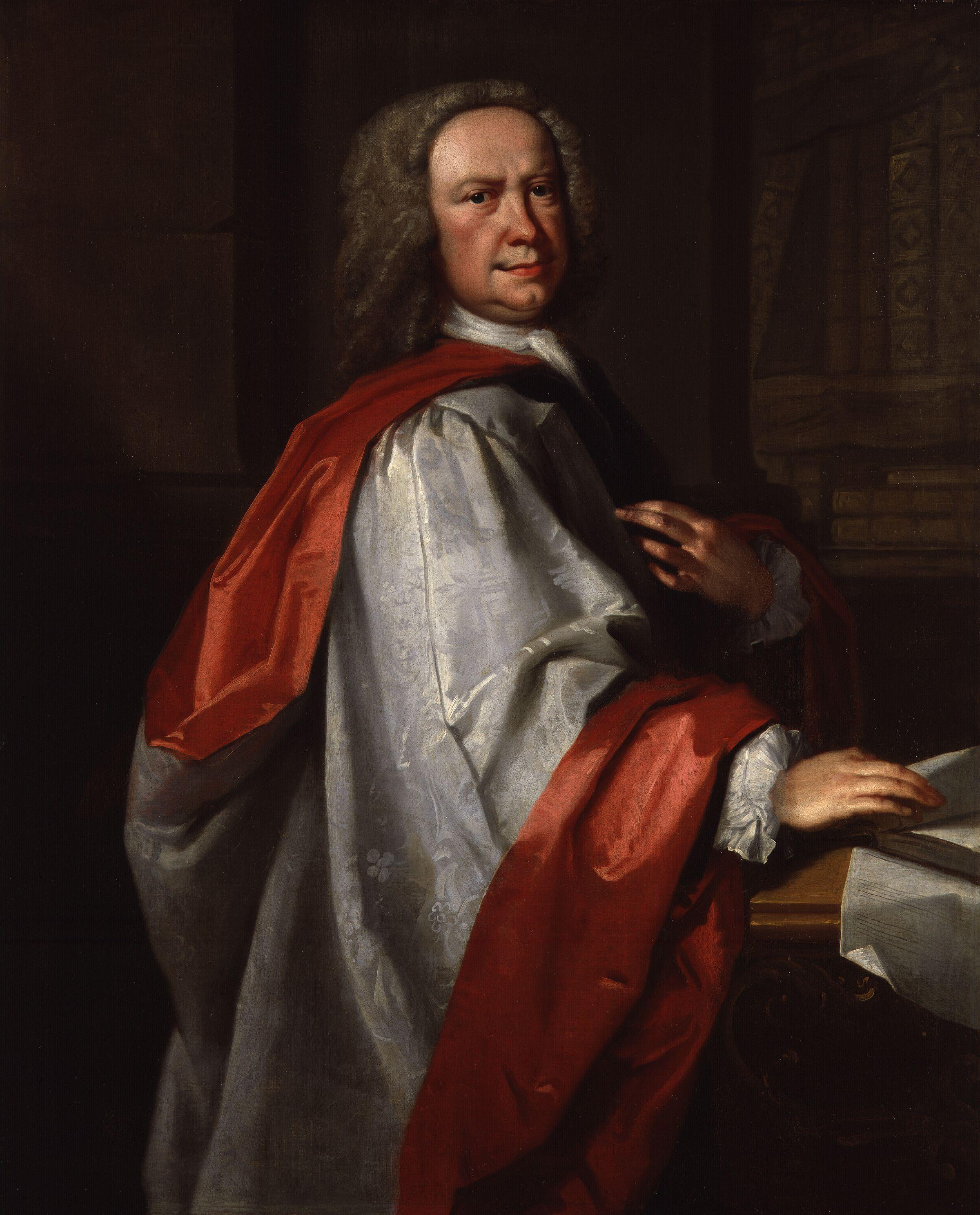
ヨハン・クリストフ・ペープシュ

ヨハン・クリストフ・ペープシュ（Johann Christoph Pepusch, 1667年 ベルリン - 1752年7月20日 ロンドン） は、国際的に活動を行ったドイツ出身の後期バロック音楽作曲家。1700年ごろ以降はイギリスで活躍したためジョン・クリストファー・ペープシュの名でも知られる。

## 生涯と活動
ヨハン・クリストフ・ペープシュは1667年、ベルリンの聖職者の息子として生まれた。彼はこの地で最初の音楽教育を受け、14歳で宮廷での仕事に就くが、1698年にその仕事を辞めてしまう（理由は不明である）。その後ペープシュはこの地を離れ、まずアムステルダムへ行き、1700年頃にはロンドンへ移り、この地に定住した。
ロンドンで、ペープシュは最初ヴィオラ奏者として活動し、すぐに作曲家、劇場支配人、音楽理論家およびオルガニストとしての活動も行うようになった。
1710年に彼は、過去の時代、特にエリザベス1世の時代の音楽を研究・上演することを目的とした「声楽アカデミー」の設立者の一人となった。このアカデミーは後に1726年になって「古楽アカデミー」Academy of Ancient Music と改名された。（現存する同名の楽団は、このアカデミーにちなんで名付けられたもので、日本では「エンシェント室内管弦楽団」と呼ばれている）。彼はアカデミーの指揮者を亡くなるまで勤めた。
1710年から1730年にかけての間、ペープシュは圧力を受けて数多くの自作の楽曲を提供した。また1715年頃－1720年頃にスウェーデンのユーハン・ヘルミク・ルーマンを指導し、後にルーマンはスウェーデン音楽の父と呼ばれるようになった。
彼は1713年にオックスフォード大学の音楽教師に昇格した。晩年の20年間、ペープシュは古楽の研究に時間を費やした。1752年、ロンドンで逝去。

## 作品
ペープシュの作品としては、1728年に製作された「乞食オペラ Die Bettleroper」（音楽：ペープシュ、脚本：ジョン・ゲイ）が有名である。クルト・ヴァイルの「三文オペラ」やベンジャミン・ブリテンの「乞食オペラ」等はこの作品に基づいている。他にも舞台音楽や教会音楽、さらには多くの協奏曲やオーボエ・ヴァイオリンおよび通奏低音付きのトリオ・ソナタなども作曲している。
- バラッド・オペラ
  - 「乞食オペラ」 （1728年に序曲、1729年に歌の伴奏）
  - 「ポリー」 （1729年）
  - 「結婚」 （1729年）
- 協奏曲集 Op.8 (1717年)
  - 第1番 ヘ長調
  - 第2番 ト長調
  - 第3番 ヘ長調
  - 第4番 ヘ長調
  - 第5番 ハ長調
  - 第6番 ヘ長調
- オーボエ協奏曲 ト短調
- 五重奏曲 ヘ長調 （リコーダー2、ヴァイオリン2、通奏低音）
- トリオ・ソナタ イ短調 （リコーダー、ヴィオラ・ダ・ガンバ、通奏低音）
- トリオ・ソナタ ト短調 （リコーダー、ヴァイオリン、通奏低音）
- リコーダー・ソナタ ニ短調 （リコーダー、通奏低音）
- リコーダー・ソナタ ヘ長調 （リコーダー、通奏低音）
- カンタータ 「コリドン」 （ソプラノ、リコーダー、通奏低音）